# موتزانو
موتزانو (به ایتالیایی: Muzzano) یک کومونه در ایتالیا است که در استان بیه‌لا واقع شده‌است.

## خصوصیات
موتزانو ۵٫۹ کیلومترمربع مساحت و ۶۷۳ نفر جمعیت دارد.